# Citrix XenApp
Citrix XenApp (dřívější název Citrix WinFrame Server, Citrix MetaFrame Server nebo Citrix Presentation Server) je virtualizační aplikace, která svým uživatelům umožňuje připojit se ke svým obchodním aplikacím z různých typů počítačů a mobilních systémů. Aplikace poskytuje možnost hostování aplikací na centrálním serveru a práci s nimi přes architekturu klient–server, síťový proud nebo jejich odeslání na lokální zařízení.